# Endless Lunatic
Endless Lunatic – pierwszy album zespołu After... wydany w 2005 roku nakładem wytwórni Oskar.

## Lista utworów
1. „Closed Shame” – 5:44
2. „Away” – 4:30
3. „Between Shadows” – 5:26
4. „Wonderful Mistake” – 5:02
5. „I Wounded” – 3:23
6. „Dreams Hang On Wall” – 4:24
7. „Spiders” – 3:48
8. „Cleaning From Scars” – 5:28
9. „Kite” – 10:35

## Twórcy
- Cezary Bregier – gitara
- Krzysztof Drogowski – śpiew
- Grzegorz Radzimski – perkusja
- Wojciech Tymiński – gitara
- Radosław Więckowski – instrumenty klawiszowe
- Mariusz Ziółkowski – gitara basowa

gościnnie
- Colin Bass – gitara basowa (9)
- Józef Skrzek – instrumenty klawiszowe (9)
- Jacek Zasada – flet (1, 5)